# Аросемена, Хусто
Хусто Аросемена Кесада (англ. Justo Arosemena Quesada; 9 августа 1817, Панама — 23 февраля 1896, Колон) — колумбийско-панамский политик-националист, юрист, дипломат, историк, писатель. На протяжении своей жизни последовательно выступал за отделение Панамы от Колумбии, вследствие чего на родине считается «отцом нации».

## Биография
Родился в семье Мариано Аросемены, героя войны за независимость Колумбии. Среднее образование получил в родном городе, затем окончил юридический факультет университета в Боготе, в 1839 году получил степень доктора права в университете Магдалены, позднее занимал различные должности на государственной службе. В 1850—1851 годах был депутатом законодательного собрания провинции Панама, в 1852—1853 годах — депутатом колумбийского парламента; в 1855 году был назначен губернатором Панамы, однако вследствие несогласия с политикой центральных властей вышел в отставку уже спустя несколько месяцев. В 1863 году был избран председателем Национального конвента Рио-Негро, принявшего конституцию, согласно которой Колумбия, по сути, превращалась в конфедеративное государство, одной из составных частей которого становилась Панама. С 1865 года находился на дипломатической работе, в 1868 году принимал участие в переговорах с представителями США по вопросу строительства Панамского канала; в 1872 году был послом Колумбии в Великобритании и Франции, в 1880 году участвовал в подписании соглашения о колумбийско-венесуэльской границе. В 1878 году его усилиями была открыта первая публичная библиотека на территории Панамы, передав в неё множество книг по истории права из собственной коллекции, в 1880 году работал юристом в Панамской железнодорожной компании. После принятия в 1886 году новой конституции Колумбии, отменявшей конфедеративные начала, полностью ушёл из политики и общественной жизни и до смерти работал прокурором в суде города Колон.
Написал ряд исторических и правоведческих работ, в том числе проект административного кодекса Панамы. Наиболее масштабным трудом стала работа «El Estado Federal de Panamá» (1855), посвящённая истории Панамы и обоснованию аргументов за создание панамской государственности.